# Die Libelle (Miniserie)
Die Libelle, im Original The Little Drummer Girl, ist eine britisch-US-amerikanische Fernsehserie der Fernsehsender BBC One und AMC, die gemeinsam mit der Produktionsfirma The Ink Factory zuvor bereits The Night Manager, die Verfilmung von John le Carrés Der Nachtmanager, realisiert hatten. Die Serie basiert auf dem gleichnamigen Roman von John le Carré und wurde von dem koreanischen Regisseur Park Chan-wook (Joint Security Area, Oldboy) inszeniert.

## Inhalt
Die Serie spielt in den 1970er Jahren vor dem Hintergrund der wachsenden Spannungen im Nahen Osten.

### Episode1

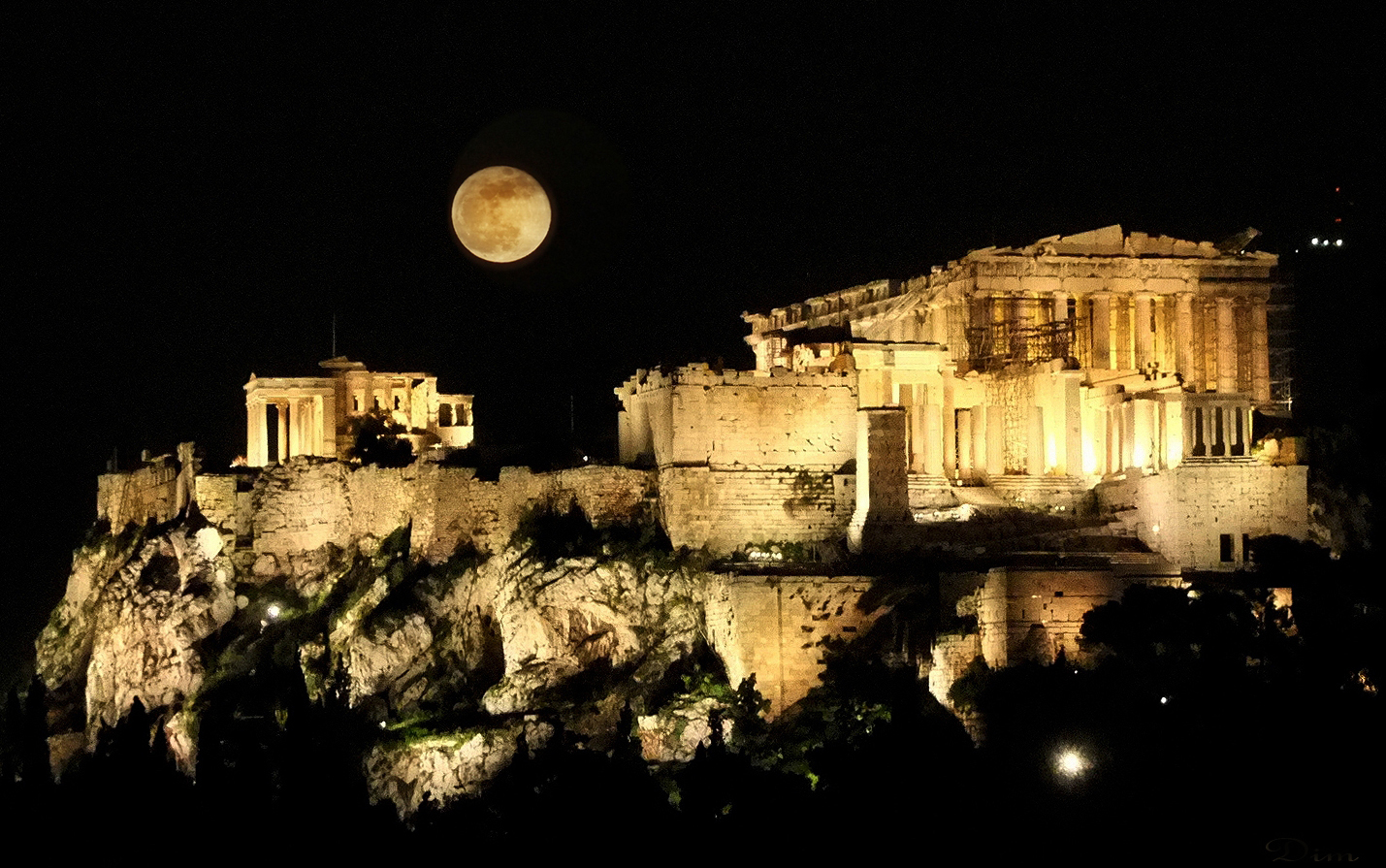
Die Akropolis bei Nacht

1979 in Deutschland. Der palästinensische Terrorist Michel und seine schwedische Freundin und Komplizin töten den achtjährigen Sohn eines israelischen Diplomaten mit einer Kofferbombe, der Diplomat selbst kommt nur durch Zufall mit dem Leben davon. Martin Kurtz, ein hochrangiges Mitglied des Mossad, kommt nach Deutschland, um die Terrorzelle, zu der auch Michels Bruder Khalil gehört, ausfindig zu machen und die Mitglieder zu eliminieren. Währenddessen probt eine Theatergruppe aus der linken Londoner Fringe-Szene ein Stück mit der jungen Charlie Ross in der Hauptrolle. Nach der Premiere wird die Truppe von einem unbekannten Sponsor zu einem Aufenthalt in Griechenland eingeladen. Am Strand fällt ihnen ein attraktiver Mann auf, der ihnen keinerlei Beachtung schenkt, der aber, scheinbar zufällig, immer wieder die Wege der Truppe kreuzt. Er nennt sich Gadi Becker, ist ein Undercover-Agent des Mossad, der Kontakt zu Charlie aufnehmen soll. Er lädt Charlie zu einer nächtlichen Fahrt auf die Akropolis ein und stellt sie dann Kurtz und seinem Team vor.

### Episode2
Martin Kurtz unterzieht Charlie einem Verhör: Er befragt sie über ihre politischen Ansichten und ihre Familie, wobei sie dem Agenten Lügen auftischt.
Kurtz will Charlies schauspielerisches Talent und ihre diffusen politischen Ansichten dazu nutzen, sie als seine Agentin in Khalils Agentennetzwerk einzuschleusen.
Inzwischen ist Michel in die Hände des Mossad gefallen und wird in einem fensterlosen, schalldichten Raum in einem Safehouse festgehalten. Er steht unter Drogen, glaubt sich in einem Gefängnis in Israel, während er sich in Wirklichkeit in München befindet. Der Agent Shimon Litvak setzt ihn massiv unter Druck, setzt im Verhör einen gefälschten Brief seiner Schwester Fatmeh und ein manipuliertes Foto von Khalil ein. Er findet heraus, dass Michel eine Ladung Semtex über die jugoslawische Grenze nach Salzburg schmuggeln soll.
In Griechenland wird Charlie von Gadi auf ihre Rolle als Michels Komplizin und Geliebte vorbereitet; Gadi übernimmt bei dem Spiel die Rolle Michels. Als Gegenleistung fordert Charlie Gadi auf, mehr Informationen über sich selbst preiszugeben. Gadi willigt widerstrebend ein.

### Episode3
Charlie macht sich in Michels Mercedes, in dem das Semtex versteckt ist, auf den Weg nach Österreich. Beobachtet wird sie aus sicherer Entfernung von Kurtz’ Agenten. Inzwischen hat Shimons Münchener Gruppe herausgefunden, dass Michel im Verhör gelogen hatte. Daraufhin eröffnet Shimon dem Gefangenen, dass er sich nicht in Israel, sondern in München befindet. Michel, vom Verhör demoralisiert, verrät nun den wahren Zielort des Semtex: Kleinalm, eine Kleinstadt in Österreich. Als Charlie in Kleinalm den Mercedes geparkt hat, wird der Wagen vom Mossad kassiert und die Schwedin Anna, die den Sprengstoff übernehmen sollte, gefangen genommen. 
Als Charlie in das Münchener Safehouse zurückkommt, ist sie entsetzt über den psychischen und körperlichen Zustand, in dem sich Michel nach der Folter befindet. Trotzdem spielt sie das Spiel weiter mit und schreibt als angebliche Geliebte Liebesbriefe an Michel. Nachdem sie eine Liebesnacht mit Gadi verbracht hat, der sie am nächsten Morgen kalt verabschiedet, kehrt sie nach London zurück.
In München werden Michel und Anna durch einen inszenierten Autounfall getötet.

### Episode4
Gadi setzt in London Charlies Ausbildung als Spionin fort. Er stattet sie mit einem Sender aus, bevor es zu einem Treffen mit Michels Mitarbeitern Anton und Helga kommt. Von ihnen erfährt sie, dass Michel und Anna getötet wurden. Ihre verzweifelte Reaktion über Michels Tod überzeugt die beiden, dass Charlie wirklich Michels Geliebte war und dass sie mit der Sache der Palästinenser sympathisiert. Trotz ihrer Empörung über Gadi und dessen Beteiligung an der Ermordung Michels ist sie in Gadi verliebt. Helga und ihre Komplizen schaffen sie in den Libanon, wo sie Michels Schwester Fatmeh begegnet. Charlie gelingt es, Fatmeh zu überzeugen, dass sie und Michel ein Paar waren. Während Kurtz außerordentlich zufrieden darüber ist, wie sich die Dinge entwickeln, ist Gadi besorgt über die Gefahr, in der sich Charlie jetzt befindet.

### Episode5
Charlie wird im Libanon zur Terroristin ausgebildet. Ein Amerikaner aus dem Camp – er ist heruntergekommen, verwahrlost und hat inzwischen alle Illusionen verloren – versucht, sich an Charlie heranzumachen, und beschuldigt sie der Spionage, als sie ihn abweist. Charlie dreht den Spieß um und beschuldigt ihrerseits den Amerikaner, der daraufhin von den Terroristen erschossen wird. Als in Lyon ein israelischer Journalist einem Terroranschlag zum Opfer fällt, bombardiert die israelische Luftwaffe das Lager.
Charlie ist zurück in London. Der Mossad hat inzwischen herausgefunden, dass die Terrorzelle um Khalil einen Anschlag auf eine israelische Professorin vorbereitet, die in London einen Gastvortrag an der Universität halten soll. Eingesetzt werden soll wieder eine Kofferbombe. Charlie übernimmt die Rolle eines Lockvogels, nimmt Kontakt mit der Professorin auf und trifft zum ersten Mal auf Khalil, den Chef der Terrorgruppe.

### Episode6
Charlie gewinnt das Vertrauen von Khalil. Die beiden verstehen sich und kommen sich näher. Daraufhin ändert Kurtz seine Pläne. Khalil soll nicht mehr umgebracht werden, vielmehr sieht Kurtz eine Chance, dass Khalil in der palästinensischen Hierarchie aufsteigt, mit Charlie, seiner Agentin, an Khalils Seite.  
Charlie hat inzwischen in London die Kofferbombe an den Mossad abgeliefert. Der Mossad, bzw. Kurtz, arbeitet mit der britischen Polizei in Person des hochrangigen Commander Picton zusammen, wobei die Zusammenarbeit von gegenseitiger Abneigung geprägt ist. Kurtz wirft Picton das komplette Versagen der britischen Politik im Nahen Osten vor, während Picton den Israeli unverhüllt seine Verachtung spüren lässt. Beide Dienste organisieren einen Fake-Anschlag. Die Bombe explodiert zwar, Teile des Gebäudes werden zerstört, angeblich Verletzte aus dem Haus getragen, auch die Professorin soll unter den Toten sein, der ganze Anschlag ist jedoch nur Show. Charlie, die immer unter Beobachtung von Gadi und den Mossad-Agenten steht, kehrt zu Khalil zurück und kann berichten, dass der Anschlag erfolgreich gewesen sei. Beide verbringen eine Liebesnacht miteinander. Trotzdem bleibt Khalil misstrauisch. Er überprüft Charlies Transistorradio, entdeckt, dass es manipuliert wurde, und zwingt Charlie, ihren Verrat zu gestehen. In diesem Moment greift Gadi ein und erschießt Khalil, Khalis Leibwächter werden von den Mossad-Agenten erschossen. Obwohl Charlie über den Tod von Khalil verstört ist, sucht sie später Gadi auf, der sich in ein Dorf in Deutschland zurückgezogen hat.

## Veröffentlichung
Am 14. Oktober 2018 feierte die sechsteilige Miniserie ihre Premiere auf dem London Film Festival. Erstmals im Fernsehen ausgestrahlt wurde sie am 28. Oktober 2018 (BBC) bzw. am 19. November 2018 (AMC). In Deutschland ist sie seit dem 8. März 2019 bei Starzplay abrufbar.
2019 brachte Universal Pictures die Serie auf zwei DVDs zusammen mit umfangreichem Bonusmaterial heraus, Laufzeit 5 Stunden und 42 Minuten.

## Produktion
Produziert wurde die Serie von dem gleichen Team, das die Serie The Night Manager (2016) produziert hat.
Gedreht wurde in Deutschland, England, Tschechien und Griechenland. Die Nachtaufnahmen der Akropolis wurden durch eine Sondergenehmigung durch den griechischen Premierminister ermöglicht. 
Die Szenen, die im Olympiadorf in München spielen, wurden im Londoner Barbican Centre gedreht.
Für Kim Woo-hyung, der von der Filmkritik durchgehend für seine Kameraarbeit gelobt wurde, war es die erste Zusammenarbeit mit Park Chan-wook in einem Spielfilm. Wie auch bei seinen letzten Filmen setzte er hauptsächlich die Alexa SXT als Filmkamera ein und arbeitete mit einem Satz von anamorphen Linsen, die Regisseur und Kameramann besondere Effekte und Freiheiten in der Bildgestaltung ermöglichten.
Für das Setdesign verantwortlich war Maria Djurkovic, die bereits 2011 in der Verfilmung von Le Carrés Roman Dame, König, As, Spion als Filmarchitektin beteiligt war.
John le Carré hat in Folge 3 einen Cameo-Auftritt als Kellner in einem Biergarten.
Die Filmmusik komponierte der mehrfach ausgezeichnete koreanische Komponist Cho Young-wuk. 2020 produzierte das Label Silva Screen Records auf zwei CDs den vollständigen Soundtrack des Films.
Der deutsche Titel des Films bezieht sich auf ein Gedicht von Heinrich Heine, von dem drei Strophen im Vorwort zur deutschen Übersetzung des Romans zitiert sind. Es beginnt mit „Es tanzt die schöne Libelle/ Wohl auf des Baches Welle/ Sie tanzt daher, sie tanzt dahin/ Die schimmernde, flimmernde Gauklerin.“ 
Die Serie ist nach dem Spielfilm Die Libelle von 1984, Regie George Roy Hill, die zweite Verfilmung von Le Carrés Roman.

## Auszeichnungen
2019 wurde Kim Woo-hyung mit dem BAFTA-TV Award in der Kategorie Photography and Lighting: Fiction ausgezeichnet. Cho Young-wuk (Musik), das Soundteam sowie Maria Djurkovic und Tatiana Macdonald (Production Design) wurden für den BAFTA nominiert und die Serie bei den Seoul International Drama Awards 2019 als Beste Mini-Serie ausgezeichnet.

## Kritik
Bei Rotten Tomatoes erreichte die Serie eine Quote von 95 % bei den Kritikern.
Oliver Jungen von der FAZ betitelt seine detaillierte, positive Filmkritik mit „Die hohe Kunst der Zeitlupe: ‚Die Libelle‘ nach dem Roman von John le Carré erweist sich unter der Regie des Koreaners Park Chan-wook als erstklassige Reflexion über die enge Verwandtschaft von Spionage und Theater, […] weil dabei die innere Zerrissenheit der mit ihren vorgegebenen Rollen hadernden Figuren wichtiger genommen wird als der Wer-killt-wen-Plot, ist ein psychologisch fesselndes Drama entstanden.“
Der Kritiker von leinwandreporter.de hatte zwar Probleme mit dem langsamen Erzähltempo der Serie, fährt dann aber fort: „‚Die Libelle‘ ist […] sagenhaft toll anzusehen. Mit seinem ureigenen Gespür für Ästhetik und Farbkomposition macht Park die Serie zu einem optischen Hochgenuss.“ Auch inhaltlich könne zu großen Teilen das hohe Niveau gehalten werden. „Gerade weil der Nahost-Konflikt und die damit einhergehenden Anschläge über das Element der Schauspielerei etwas verfremdet werden, wirkt die Geschichte teilweise noch intensiver als konventionellere Herangehensweisen“.